# Amphithopsis longicaudata
Amphithopsis longicaudata is een vlokreeftensoort uit de familie van de Calliopiidae. De wetenschappelijke naam van de soort is voor het eerst geldig gepubliceerd in 1861 door Boeck.